# Диван на абхазките царе
„Диван на абхазките царе“ (на грузински: აფხაზთა მეფეთა დივანი) е кратък документ, съставен на грузински в края на 10 век или началото на 11 век. В наши дни е оцелял във вариант от 15 век, изследван и публикуван за пръв път от Еквтиме Такаишвили.
„Диванът“ изброява 22-ма последователни владетели на Абхазия, започвайки с Анос и стигайки до Баграт III. Двамата царе от рода Шавлиани, управлявали през 878 – 887 са пропуснати, вероятно защото са смятани за узурпатори. Всички владетели от списъка са наречени „цар“ („мепе“), въпреки че според византийски източници до средата на 780-те те са само архонти под византийско върховенство.
Текстът съдържа информация за родословните връзки между отделните царе, както и за продължителността на управление на последните 11 от тях. Няма преки хронологични данни, а сведенията за най-ранните владетели се смятат за хипотетични.
Обикновено се смята, че „Диванът“ е поръчан от първия цар на обединена Грузия Баграт III, който започва управлението си като цар на Абхазия през 978. Възможно е документът, имащ донякъде пропаганден стил, да е съставен като аргумент за правата на новата династия Багратиони над абхазкия трон.